# 謝良瑾
謝良瑾（？—？），字褐公，號芝煙，广西桂林府全州人，明末清初官员。

## 生平
崇祯六年（1633年）癸酉科广西乡试舉人，十三年（1640年）庚辰科進士，户部观政，十五年七月任长洲县知县，十一月以病去。